# ロサンゼルス郡都市圏交通局P2550形電車
ロサンゼルス郡都市圏交通局P2550形電車（ロサンゼルスぐんとしけんこうつうきょくP2550がたでんしゃ）は、アメリカ合衆国カリフォルニア州ロサンゼルス郡で公共交通機関を運営するロサンゼルス郡都市圏交通局に在籍する鉄道車両。イタリアのアンサルドブレーダ（現：日立レール）が生産した車両で、2007年から営業運転を開始した。

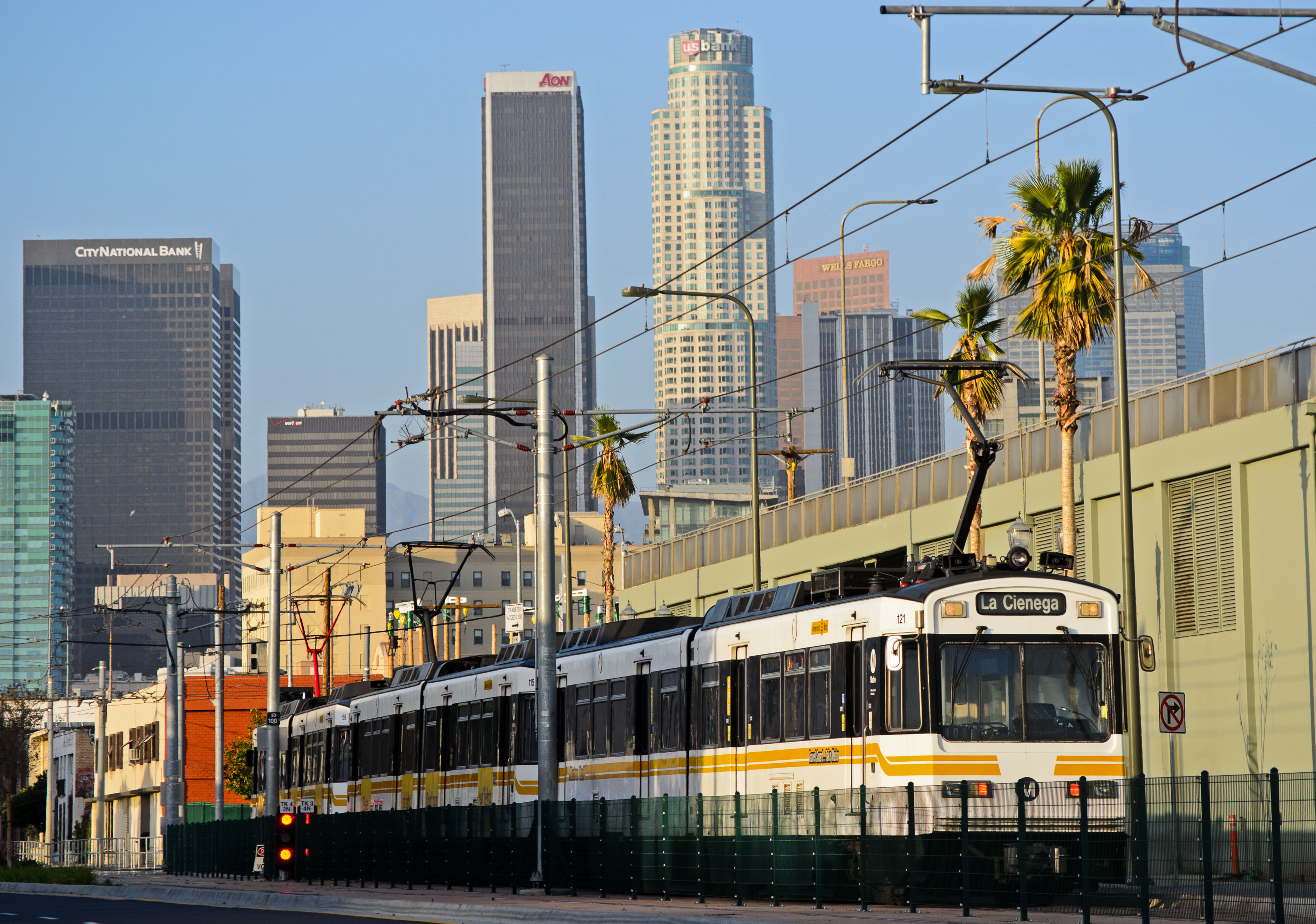
P865形・P2020形
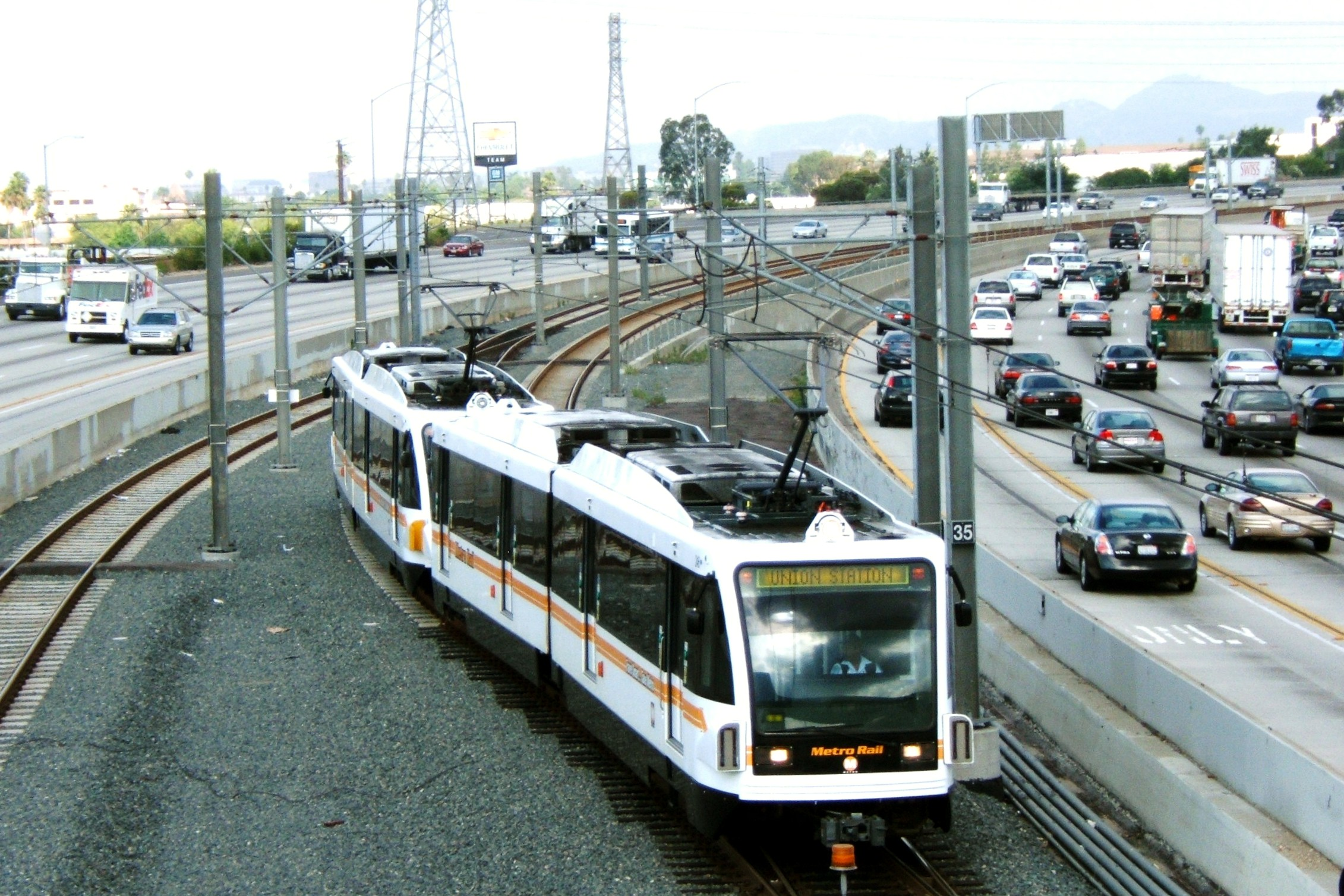
P2000形
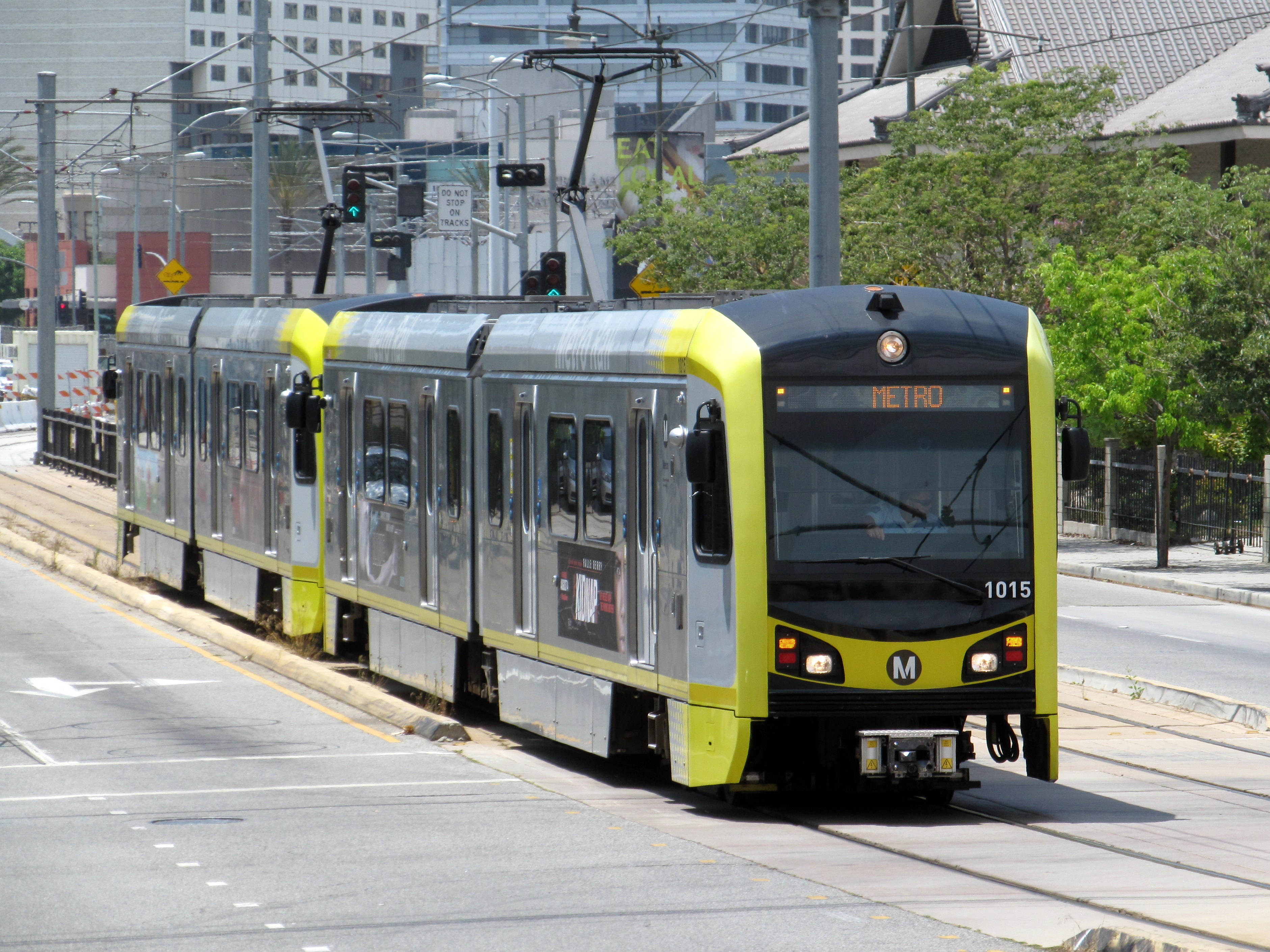
P3010形

## 概要
ライトレール路線のゴールドライン（→L線）向けに製造された両運転台式の2車体連接車。2001年に実施された入札を経て、2003年にイタリアのアンサルドブレーダが契約を獲得した経緯を持つ。ステンレス鋼（Inox steel）で作られた流線形の各車体に左右2箇所づつ乗降扉が設けられており、運転台側に設置された動力台車には2基の主電動機が設置されている。

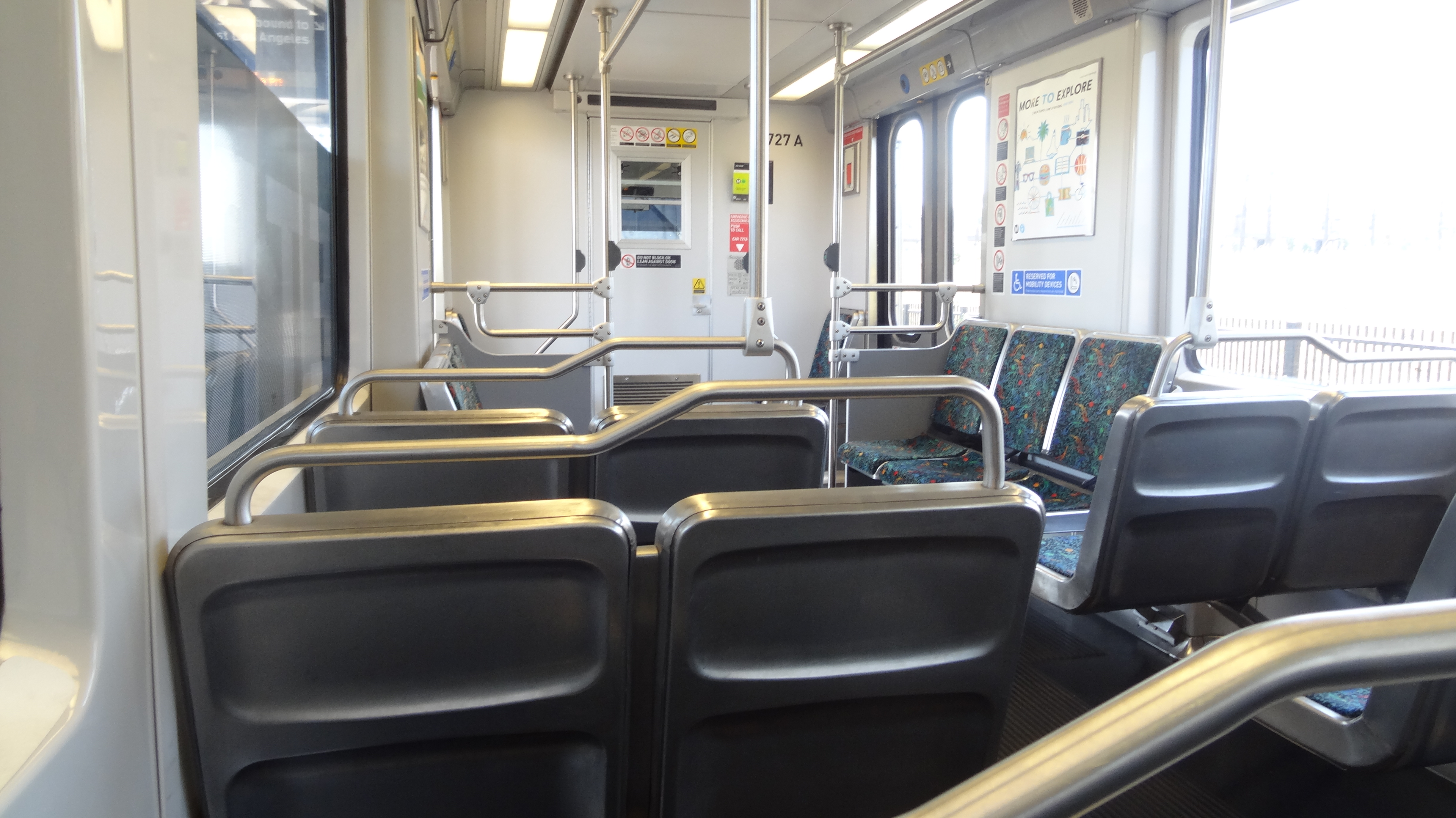
車内にはロングシートとクロスシートが配置されている（2016年撮影）

2007年から営業運転を開始し、2011年までに50両が導入された。オプション分として追加発注が可能な契約も結ばれていたが、納入の遅れや重量過多が要因となり、オプション権の行使は行われていない。その後、2021年からは日本の鉄道車両メーカーの近畿車輛のアメリカ法人であるKINKISHARYO International,L.L.Cが全車両を対象とした更新工事に関する契約を獲得しており、同社がアメリカに所有する工場を用いて車体・機器の修繕、主回路制御装置のアップグレード等が実施されている。

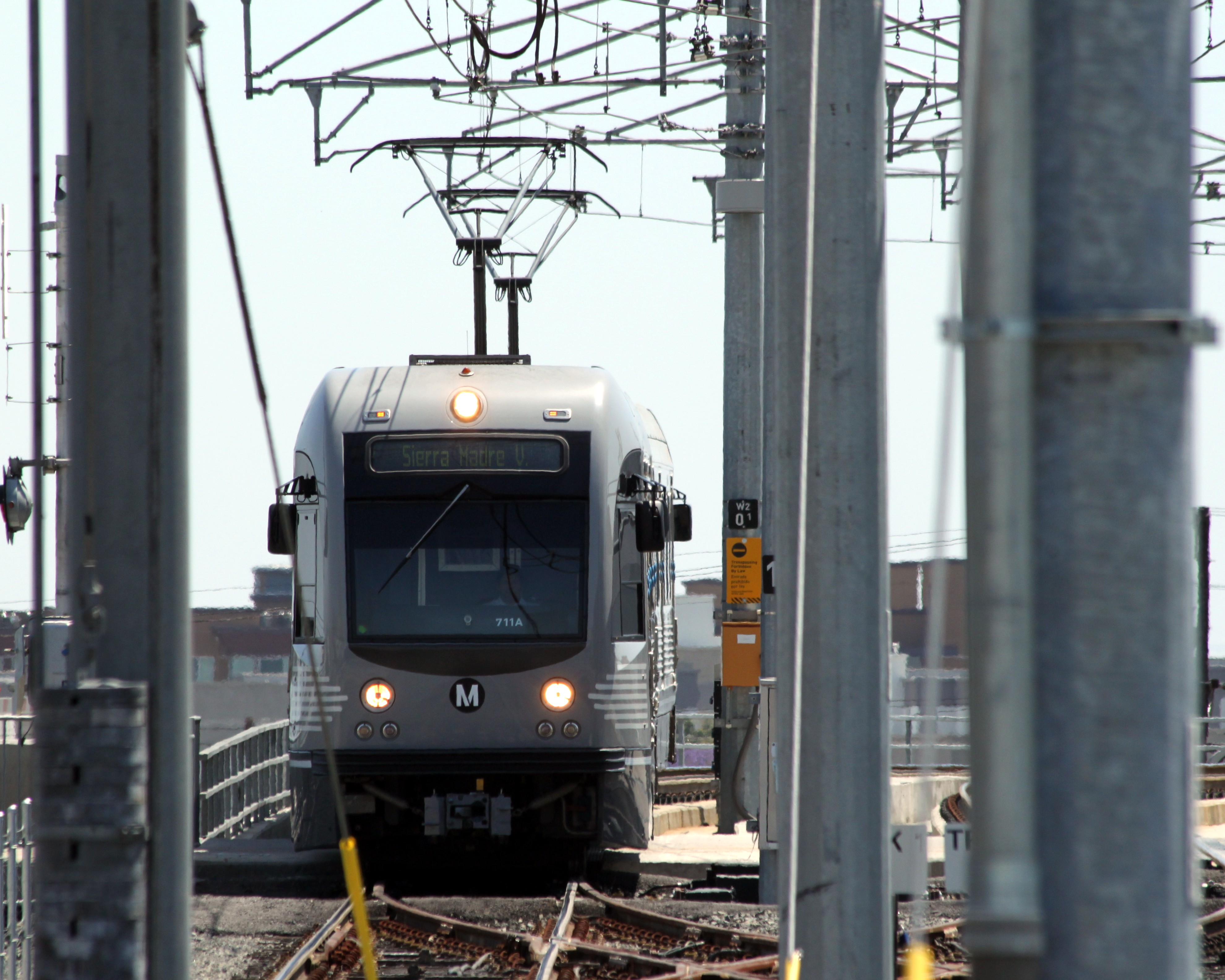
2010年撮影
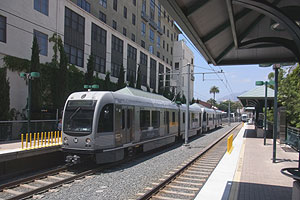
2013年撮影
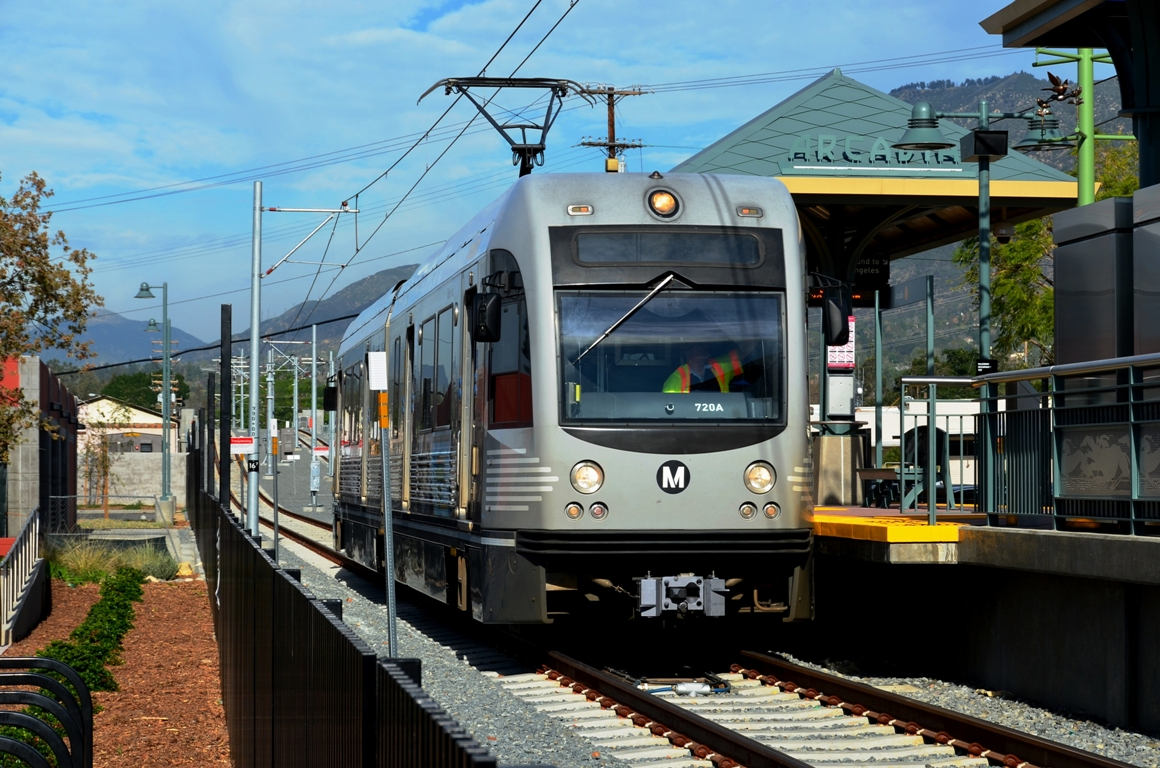
2016年撮影